# Ulla Johanson-Thor
Ulla Elisabeth Johanson-Thor, född 4 mars 1923 i Lund, död 2008, var en svensk tecknare.
Hon var dotter till förlagschefen Hans Küntzel och Anna Tidholm och från 1948 gift med bokhandlaren Gunnar Johanson-Thor, en son till Emil Johanson-Thor. Hon studerade vid Tekniska skolan 1942-1944 och vid Anders Beckmans reklamskola 1944-1946. Hon medverkade i Nationalmuseums utställning Unga tecknare 1946-1947. Som illustratör har hon bland annat utformat bokomslagen och illustrationer till All världens berättare samt Guy de Maupassants Olivdungen och Noveller. Hon var verksam som lärare vid Beckmans reklamskola 1949-1953.